# Oplismenopsis najada
Oplismenopsis es un género monotípico de planta con flor,  perteneciente a la familia de las poáceas. Su única especie, Oplismenopsis najada, es originaria de Sudamérica.

## Descripción
Es una planta acuática, perennifolia; rizomatosa con tallos herbáceos; de 1,2 cm de diámetro; ramificada anteriormente. Culmo con nodos glabros. Entrenudos huecos y hojas basales no agregadas; no auriculadas.  Vainas glabras, con venas transversales; las láminas de las hojas lanceoladas a ovadas; con 10-27 mm de ancho; cordadas ; planas o enrolladas (convolutas); poco pseudopecioladas; sin venación. La lígula es una membrana con flecos ; truncada de 1-1.5 mm de largo. Contra-lígula ausente. Plantas bisexuales, con espiguillas bisexuales; con flores hermafroditas. Inflorescencia de ramas espigadas principales, o paniculada (de racimos sueltos, no digitados).

## Taxonomía
Oplismenopsis najada fue descrita por (Hack. & Arechav.) Parodi y publicado en Notas del Museo de la Plata, Botánica 2(11): 4, f. 1. 1937.
Etimología
El nombre del género deriva de  Oplismenus (otro género de la misma familia) y el griego opsis (aspecto), que denota semejanza. 
najada: epíteto
Sinonimia
- Echinochloa najada (Hack. & Arechav.) Parodi
- Oplismenus najada (Hack. & Arechav.) Parodi
- Oplismenus najadus (Hack. & Arechav.) Parodi
- Panicum amadryadum Arechav. ex Hicken
- Panicum najadum Hack. & Arechav.[3][4]